# (8671) 1991 PW
A (8671) 1991 PW a Naprendszer kisbolygóövében található aszteroida. Henry E. Holt fedezte fel 1991. augusztus 5-én.